# Aeroportul Dikson
Aeroportul Dikson (IATA: DKS, ICAO: UODD) este un aeroport din Dikson⁠(d), Dikson (urban settlement)⁠(d), Taymyrsky Dolgano-Nenetsky District⁠(d), Krasnoiarsk, Rusia. Aeroportul a fost tranzitat în 2017 de 0 pasageri.
Situat la o altitudine de 14 m, aeroportul dispune de 1 pistă.

## Infrastructură

### Piste
Aeroportul dispune de o singură pistă. Pista 05/23 are suprafața de beton și dimensiunile 1.500 m × 20 m. 